# Distrito congresional at-large de Montana
El Distrito Congresional At-large es un distrito congresional que elige a un Representante para la Cámara de Representantes de los Estados Unidos por el estado de Montana. El distrito congresional abarca a todo el estado de Montana. Según la Oficina del Censo, en 2011 el distrito tenía una población de 982 854 habitantes.

## Geografía
El Distrito Congresional At-large se encuentra ubicado en las coordenadas 47°3′4″N 109°38′5″O / 47.05111, -109.63472.

## Demografía
Según la Oficina del Censo de los Estados Unidos, en 2011 había 982 854 personas residiendo en el Distrito Congresional At-large. De los 982 854 habitantes, el distrito estaba compuesto por 903 925 (92%) blancos; de esos, 881 905 (89.7%) eran blancos no latinos o hispanos. Además 4 403 (0.4%) eran afroamericanos o negros, 61 399 (6.2%) eran nativos de Alaska o amerindios, 5 999 (0.6%) eran asiáticos, 664 (0.1%) eran nativos de Hawái o isleños del Pacífico, 5 548 (0.6%) eran de otras razas y 22 936 (2.3%) pertenecían a dos o más razas. Del total de la población 28 368 (2.9%) eran hispanos o latinos de cualquier raza; 20 204 (2.1%) eran de ascendencia mexicana, 1 326 (0.1%) puertorriqueña y 534 (0.1%) cubana. Además del inglés, 843 (1.4%) personas mayor a cinco años de edad hablaban español perfectamente.
El número total de hogares en el distrito era de 403 495, y el 63.6% eran familias en la cual el 26.2 tenían menores de 18 años de edad viviendo con ellos. De todas las familias viviendo en el distrito, solamente el 51.1% eran matrimonios. Del total de hogares en el distrito, el 5.9 eran parejas que no estaban casadas, mientras que el 0.4% eran parejas del mismo sexo. El promedio de personas por hogar era de 2.36. 
En 2011 los ingresos medios por hogar en el distrito congresional eran de US$44 222, y los ingresos medios por familia eran de US$67 968. Los hogares que no formaban una familia tenían unos ingresos de US$151 119. El salario promedio de tiempo completo para los hombres era de US$41 635 frente a los US$31 067 para las mujeres. La renta per cápita para el distrito era de US$23 893. Alrededor del 9.7% de la población estaban por debajo del umbral de pobreza.